# Badumna
Badumna és un gènere d'aranyes araneomorfes de la família dels dèsids (Desidae). Fou descrita per primera vegada per Tamerlan Thorell l'any 1892.
Moltes espècies són d'Australàsia. Es troben a Oceania i a Àsia (sud-oriental i oriental.

## Taxonomia
Segons el World Spider Catalog amb data de 12 de febrer de 2019, hi ha les següents espècies:
- Badumna arguta (Simon, 1906) – Austràlia (Queensland)
- Badumna bimetallica (Hogg, 1896) – Central Austràlia
- Badumna blochmanni (Strand, 1907) – Austràlia (Nova Gal·les del Sud)
- Badumna exilis Thorell, 1890 – Indonèsia (Java)
- Badumna exsiccata (Strand, 1913) – Austràlia
- Badumna guttipes (Simon, 1906) – Austràlia (Victòria, Tasmània)
- Badumna hirsuta Thorell, 1890 (espècie tipus) – Indonèsia (Java)
- Badumna hygrophila (Simon, 1902) – Austràlia (Queensland)
- Badumna insignis (L. Koch, 1872) – Austràlia; introduïda al Japó i Nova Zelanda
- Badumna javana (Strand, 1907) – Indonèsia (Java)
- Badumna longinqua (L. Koch, 1867) – Austràlia oriental; introduïda als EUA, Mèxic, Uruguai, Japó i Nova Zelanda
- Badumna maculata (Rainbow, 1916) – Austràlia (Queensland)
- Badumna microps (Simon, 1908) – Austràlia (Western Austràlia)
- Badumna pilosa (Hogg, 1900) – Austràlia (Victòria)
- Badumna scalaris (L. Koch, 1872) – Austràlia (Queensland, central Austràlia)
- Badumna senilella (Strand, 1907) – Austràlia
- Badumna socialis (Rainbow, 1905) – Austràlia (Nova Gal·les del Sud)
- Badumna tangae Zhu, Zhang & Yang, 2006 – Xina